# Last of Our Kind
| Recensione       | Giudizio |
| ---------------- | -------- |
| AllMusic         |          |
| Spectrum Culture |          |
| Glide Magazine   |          |
| OndaRock         | 7/10     |
| Spazio Rock      | 8/10     |
| Rockol.it        | 4.0/5    |

Last of Our Kind è il quarto album in studio del gruppo hard rock britannico The Darkness. Prodotto dal chitarrista Dan Hawkins, pubblicato il 1º giugno 2015 dalla Kobalt Label Services. È il primo e unico album del gruppo che vede la partecipazione della batterista Emily Dolan Davies, che ha sostituito Ed Graham alla fine del 2014.

## Pubblicazione e promozione
Il primo brano dell'album ad essere rivelato è stato Barbarian, pubblicato il 23 febbraio 2015 in concomitanza con l'annuncio dell'uscita dell'album. Per promuovere l'album, il gruppo ha aperto una pagina sul sito PledgeMusic.
Il 23 marzo 2015 il gruppo ha pubblicato il singolo Open Fire.

## Musica e testo
Il frontman Justin Hawkins ha descritto l'album "brutale", aggiungendo che «è totalmente diverso dal passato, fatta eccezione per qualche mandolino. Ma quando stai facendo del medieval rock, devono essere presenti dei mandolini... È medievial rock, ma continua ad avere il sound dei Darkness. È medi-urba. Credo». Parlando dello stile della traccia di apertura Barbarian, Hawkins ha spiegato che il brano contiene «non uno, ma due dialoghi drammatici, un assolo di chitarra che è stato definito 'irresponsabile' e un riff che fa cadere in ginocchio le ragazze e un ritornello che fa sì che degli uomini adulti se la facciano nei pantaloni». Spiegando il significato dei testi più approfonditamente, il cantante ha denotato che «descrivono l'invasione vichinga dell'Anglia orientale, che culminò con la decapitazione di Edmondo il martire», descrivendo le tematiche di base con «un classico dei Darkness».

## Tracce
1. Barbarian – 3:33
2. Open Fire – 4:01
3. Last of Our Kind – 4:09
4. Roaring Waters – 4:38
5. Wheels of the Machine – 3:07
6. Mighty Wings – 5:47
7. Mudslide – 3:26
8. Sarah O'Sarah – 3:53
9. Hammer & Tongs – 4:02
10. Conquerors – 4:56

## Formazione
- Justin Hawkins – voce, chitarra
- Dan Hawkins – chitarra
- Frankie Poullain – basso
- Emily Dolan Davies – batteria

## Classifiche
| Classifica (2015) | Posizione massima |
| ----------------- | ----------------- |
| Australia         | 23                |
| Austria           | 53                |
| Belgio (Fiandre)  | 145               |
| Belgio (Vallonia) | 175               |
| Finlandia         | 41                |
| Francia           | 151               |
| Germania          | 56                |
| Italia            | 36                |
| Regno Unito       | 12                |
| Svizzera          | 43                |
| USA Billboard 200 | 125               |
| USA Hard Rock     | 2                 |
| USA Independent   | 13                |
| USA Top Rock      | 13                |